# Marco Sánchez
Marco Sánchez (ur. 18 stycznia 1970) – portorykański zapaśnik w stylu klasycznym. Olimpijczyk z Atlanty 1996, gdzie zajął piętnaste miejsce w kategorii 62 kg.